# Lista monumentelor istorice din județul Dâmbovița - T

Simbol utilizat pentru monumentele istorice

Lista monumentelor istorice din județul Dâmbovița - T cuprinde monumentele istorice înscrise în Patrimoniul cultural național al României și aflate în localități din județul Dâmbovița al căror nume începe cu litera T.
Lista completă este menținută și actualizată periodic de către Ministerul Culturii, Cultelor și Patrimoniului Național din România, prin intermediul Institutului Național al Patrimoniului, ultima versiune datând din 2015. Această listă cuprinde și actualizările ulterioare, realizate prin ordin al ministrului culturii.
Puteți căuta un monument din județul Dâmbovița folosind formularul de mai jos sau puteți naviga prin toate monumentele din județ la lista monumentelor istorice din județul Dâmbovița.
| Cod LMI                               | Denumire | Localitate                             | Localizare | Datare, Creatori                                                               | Imagine               | Erori             |
| ------------------------------------- | --- | -------------------------------------- | --- | ------------------------------------------------------------------------------ | --------------------- | ----------------- |
| DB-I-s-B-16950 (RAN: 65351.01)        | Siliștea satului Ruși din Târgoviște                                                                             | municipiul Târgoviște                  | În sudul orașului, între străzile Morilor și Iazului la NV, Iazul Moriila NE, str. Nifon la SE și Calea Domnească, în prelungirea Căii Bucureștilor, la SV | sec. XIV - XVII, Epoca medievală                                               | Încarcă foto \| video | Raportează eroare |
| DB-I-s-B-16951 (RAN: 65351.02)        | Situl arheologic de la Târgoviște, punct „Ferma IAS”                                                             | municipiul Târgoviște                  | „Ferma IAS”, cartier Matei Voievod (Sârbi), la S de perimetrul locuit al orașului, la intersecția Căii Ploiești cu canalul Ialomița - Ilfov |                                                                                | Încarcă foto \| video | Raportează eroare |
| DB-I-m-B-16951.01 (RAN: 65351.02.02)  | Așezare | municipiul Târgoviște                  | „Ferma IAS”, cartier Matei Voievod (Sârbi), la S de perimetrul locuit al orașului, la intersecția Căii Ploiești cu canalul Ialomița - Ilfov | Epoca medievală                                                                | Încarcă foto \| video | Raportează eroare |
| DB-I-m-B-16951.02 (RAN: 65351.02.01)  | Așezare | municipiul Târgoviște                  | „Ferma IAS”, cartier Matei Voievod (Sârbi), la S de perimetrul locuit al orașului, la intersecția Căii Ploiești cu canalul Ialomița - Ilfov | Epoca medievală timpurie                                                       | Încarcă foto \| video | Raportează eroare |
| DB-I-s-B-16952 (RAN: 65351.03)        | Situl arheologic de la Târgoviște punct „Platforma industrială Nord”                                             | municipiul Târgoviște                  | „Platforma industrială Nord”, în stânga râului Ialomița, la 0,3 km S de gara Târgoviște Nord, spre satul Călugăreni |                                                                                | Încarcă foto \| video | Raportează eroare |
| DB-I-m-B-16952.01 (RAN: 65351.03.02)  | Ruine biserică                                                                                                   | municipiul Târgoviște                  | „Platforma industrială Nord”, în stânga râului Ialomița, la 0,3 km S de gara Târgoviște Nord, spre satul Călugăreni | sec. XIV - XVII, Epoca medievală                                               | Încarcă foto \| video | Raportează eroare |
| DB-I-m-B-16952.02 (RAN: 65351.03.01)  | Siliștea satului Călugăreni                                                                                      | municipiul Târgoviște                  | „Platforma industrială Nord”, în stânga râului Ialomița, la 0,3 km S de gara Târgoviște Nord, spre satul Călugăreni | sec. XIV - XVII, Epoca medievală                                               | Încarcă foto \| video | Raportează eroare |
| DB-I-s-A-16953 (RAN: 65351.45)        | Fortificațiile medievale ale orașului Târgoviște                                                                 | municipiul Târgoviște                  | Între Halta Teiș, Calea Câmpulung, strada Colonel Dumitru Băltărețu la N și V, fosta Uzină de Utilaj Petrolier, str. Radu de la Afumați și Magazinul Chindia la S și terasa înaltă a Ialomiței spre SE | 1645, ref. 1821                                                                | Încarcă foto \| video | Raportează eroare |
| DB-I-m-A-16953.01 (RAN: 65351.45.01)  | Poarta Dealu - Vânătorilor                                                                                       | municipiul Târgoviște                  | Aleea Coconilor, între Curtea Domnească la N și Casa Coconilor la S | 1645, ref. 1821                                                                |                       | Raportează eroare |
| DB-I-m-A-16953.02 (RAN: 65351.45.02)  | Poarta Câmpulungului                                                                                             | municipiul Târgoviște                  | Calea Câmpulung, la intersecția cu str. Lt. Pârvan Popescu și str. Valul Cetății | 1645, ref. 1821                                                                | Încarcă foto \| video | Raportează eroare |
| DB-I-m-A-16953.03 (RAN: 65351.45.03)  | Poarta Buzăului și Brăilei                                                                                       | municipiul Târgoviște                  | Calea București, la joncțiunea cu Calea Domnească și intersecția cu str. General Matei Vlădescu 44.92064°N 25.47606°E | 1645, ref. 1821, 1990                                                          | Alte imagini          | Raportează eroare |
| DB-I-m-A-16953.04 (RAN: 65351.45.04)  | 7 bastioane | municipiul Târgoviște                  | Între Halta Teiș, Calea Câmpulung, str. Colonel Dumitru Băltărețu la N și V, fosta Uzină de Utilaj Petrolier, str. Radu de la Afumați și Magazinul Chindia la S și terasa înaltă a Ialomiței spre SE | 1645, ref. 1821                                                                | Încarcă foto \| video | Raportează eroare |
| DB-I-m-A-16953.05 (RAN: 65351.45.05)  | Șanț de apărare                                                                                                  | municipiul Târgoviște                  | Între Halta Teiș, Calea Câmpulung, str. Colonel Dumitru Băltărețu la N și V, fosta Uzină de Utilaj Petrolier, str. Radu de la Afumați și Magazinul Chindia la S și terasa înaltă a Ialomiței, spre S și SE | 1645, Epoca medievală                                                          | Încarcă foto \| video | Raportează eroare |
| DB-I-m-A-16953.06 (RAN: 65351.45.06)  | Valul Cetății Târgoviște                                                                                         | municipiul Târgoviște                  | Între Halta Teiș, Calea Câmpulung, str. Colonel Dumitru Băltărețu la N și V, fosta Uzină de Utilaj Petrolier, str. Radu de la Afumați și Magazinul Chindia la S și terasa înaltă a Ialomiței, spre S și SE | 1645, Epoca medievală                                                          | Încarcă foto \| video | Raportează eroare |
| DB-I-s-A-16954                        | Vatra orașului Târgoviște                                                                                        | municipiul Târgoviște                  | Între Iazul Morilor (ambele maluri) și cornișa dreaptă a Ialomiței la NE, străzile Radu Petrescu și Matei Basarab la NV, Calea Domnească, str. Bărăției, Calea Câmpulung și str. Poet Grigore Alexandrescu la SV, Bd. Mircea cel Bătrân la S, str. Nicolae Filipescu la E, str. Căpitan Ion Constantinescu și str. George Coșbuc, până la Iazul Morilor, inclusiv perimetrul Bisericii Albe la NE |                                                                                | Încarcă foto \| video | Raportează eroare |
| DB-I-m-A-16954.01                     | Așezare rurală și urbană                                                                                         | municipiul Târgoviște                  | Între Iazul Morilor (ambele maluri) și cornișa dreaptă a Ialomiței la NE, străzile Radu Petrescu și Matei Basarab la NV, Calea Domnească, str. Bărăției, Calea Câmpulung și str. Poet Grigore Alexandrescu la SV, Bd. Mircea cel Bătrân la S, str. Nicolae Filipescu la E, str. Căpitan Ion Constantinescu și str. George Coșbuc, până la Iazul Morilor, inclusiv perimetrul Bisericii Albe la NE | sec. XIII-XVIII, Epoca medievală                                               | Încarcă foto \| video | Raportează eroare |
| DB-I-m-A-16954.02 (RAN: 65351.15.04)  | Așezare | municipiul Târgoviște                  | Între Iazul Morilor (ambele maluri) și cornișa dreaptă a Ialomiței la NE, str. Vărzaru Armașu la NV, Calea Domnească la SV, str. Mihai Bravu la SE (până la Podul Mihai Bravu) | sec. VIII - X, Epoca medievală timpurie                                        | Încarcă foto \| video | Raportează eroare |
| DB-I-m-A-16954.03 (RAN: 65351.15.03)  | Așezare | municipiul Târgoviște                  | Între Iazul Morilor (ambele maluri) și cornișa dreaptă a Ialomiței la NE, strada Vărzaru Armașula NV, Calea Domnească la SV, strada Mihai Bravu la SE (până la Podul Mihai Bravu) | sec. I a. Chr. - sec. VIII p. Chr.                                             | Încarcă foto \| video | Raportează eroare |
| DB-I-s-B-17135 (RAN: 67899.01)        | Situl arheologic de la Telești, punct „Vărsarea Potocelului”                                                     | sat Telești; comuna Ludești            | „Vărsarea Potocelului”, la vărsarea Potocelului în Potop, în capătul de S al localității, sub Dealul Viilor |                                                                                | Încarcă foto \| video | Raportează eroare |
| DB-I-m-B-17135.01 (RAN: 67899.01.02)  | Așezare | sat Telești; comuna Ludești            | „Vărsarea Potocelului”, la vărsarea Potocelului în Potop, în capătul de S al localității, sub Dealul Viilor | Epoca bronzului                                                                | Încarcă foto \| video | Raportează eroare |
| DB-I-m-B-17135.02 (RAN: 67899.01.01)  | Așezare | sat Telești; comuna Ludești            | „Vărsarea Potocelului”, la vărsarea Potocelului în Potop, în capătul de S al localității, sub Dealul Viilor | Paleolitic                                                                     | Încarcă foto \| video | Raportează eroare |
| DB-I-s-B-17136 (RAN: 68057.01)        | Situl arheologic de la Tețcoiu, punct „Vatra satului”                                                            | sat Tețcoiu; comuna Mătăsaru           | „Vatra satului”, pe malul stâng al pârâului Tinoasa și la 0,5 km V de sat |                                                                                | Încarcă foto \| video | Raportează eroare |
| DB-I-m-B-17136.01 (RAN: 68057.01.05)  | Așezare | sat Tețcoiu; comuna Mătăsaru           | „Vatra satului”, pe malul stâng al pârâului Tinoasa și la 0,5 km V de sat | sec. XVII - XVIII                                                              | Încarcă foto \| video | Raportează eroare |
| DB-I-m-B-17136.02 (RAN: 68057.01.04)  | Așezare | sat Tețcoiu; comuna Mătăsaru           | „Vatra satului”, pe malul stâng al pârâului Tinoasa și la 0,5 km V de sat | sec. II - III, Epoca romană                                                    | Încarcă foto \| video | Raportează eroare |
| DB-I-m-B-17136.03 (RAN: 68057.01.03)  | Așezare | sat Tețcoiu; comuna Mătăsaru           | „Vatra satului”, pe malul stâng al pârâului Tinoasa și la 0,5 km V de sat | Latène, Cultura geto-dacică                                                    | Încarcă foto \| video | Raportează eroare |
| DB-I-m-B-17136.04 (RAN: 68057.01.02)  | Așezare | sat Tețcoiu; comuna Mătăsaru           | „Vatra satului”, pe malul stâng al pârâului Tinoasa și la 0,5 km V de sat | Hallstatt                                                                      | Încarcă foto \| video | Raportează eroare |
| DB-I-m-B-17136.05 (RAN: 68057.01.01)  | Așezare | sat Tețcoiu; comuna Mătăsaru           | „Vatra satului”, pe malul stâng al pârâului Tinoasa și la 0,5 km V de sat | Epoca bronzului                                                                | Încarcă foto \| video | Raportează eroare |
| DB-II-m-B-17164 (RAN: 65351.24)       | Casa Murăreț | municipiul Târgoviște                  | Str. Alexandrescu Grigore, poet 7 | sec. XVIII - XIX                                                               |                       | Raportează eroare |
| DB-II-m-B-17165                       | Fosta Bancă Grigorescu                                                                                           | municipiul Târgoviște                  | Str. Alexandrescu Grigore, poet 8 | sf. sec. XIX-înc. sec. XX                                                      |                       | Raportează eroare |
| DB-II-m-B-17166                       | Casă | municipiul Târgoviște                  | Str. Alexandrescu Grigore, poet 11 | 1840                                                                           | Încarcă foto \| video | Raportează eroare |
| DB-II-m-B-17167                       | Casa Aldescu | municipiul Târgoviște                  | Str. Alexandrescu Grigore, poet 16 | 1870                                                                           |                       | Raportează eroare |
| DB-II-m-B-17168                       | Casa Ioan Măinescu                                                                                               | municipiul Târgoviște                  | Str. Alexandrescu Grigore, poet 21 | 1838                                                                           | Încarcă foto \| video | Raportează eroare |
| DB-II-m-A-17169 (RAN: 65351.23)       | Casa Angela Georgescu                                                                                            | municipiul Târgoviște                  | Str. Alexandrescu Grigore, poet 24 44.92972°N 25.45778°E | sec. XVIII                                                                     | Încarcă foto \| video | Raportează eroare |
| DB-II-m-B-17170                       | Casa Cristian Moldoveanu                                                                                         | municipiul Târgoviște                  | Str. Alexandrescu Grigore, poet 24A | 1831                                                                           | Încarcă foto \| video | Raportează eroare |
| DB-II-m-B-17171                       | Casa Fântâna | municipiul Târgoviște                  | Str. Alexandrescu Grigore, poet 29 | sf. sec. XIX                                                                   | Încarcă foto \| video | Raportează eroare |
| DB-II-m-A-17172 (RAN: 65351.08)       | Biserica „Sf. Nicolae”-Andronești                                                                                | municipiul Târgoviște                  | Str. Alexandrescu Grigore, poet 30 44.93038°N 25.45606°E | 1527; ref. și pridvor 1655                                                     | Alte imagini          | Raportează eroare |
| DB-II-m-B-17173                       | Casa Atanasiu Pitiș                                                                                              | municipiul Târgoviște                  | Str. Alexandrescu Grigore, poet 31 | sf. sec. XIX                                                                   | Încarcă foto \| video | Raportează eroare |
| DB-II-m-B-17174                       | Casa Augustin Ionescu                                                                                            | municipiul Târgoviște                  | Str. Alexandrescu Grigore, poet 33-35 | sf. sec. XIX                                                                   | Încarcă foto \| video | Raportează eroare |
| DB-II-m-B-17175                       | Sinagogă | municipiul Târgoviște                  | Str. Alexandrescu Grigore, poet 37 | sf. sec. XIX                                                                   |                       | Raportează eroare |
| DB-II-m-B-17176                       | Casa Ion Gavrilescu                                                                                              | municipiul Târgoviște                  | Str. Alexandrescu Grigore, poet 46 | 1887                                                                           | Încarcă foto \| video | Raportează eroare |
| DB-II-m-B-17177                       | Casa Iosif Costei                                                                                                | municipiul Târgoviște                  | Str. Alexandrescu Grigore, poet 47 | 1890                                                                           | Încarcă foto \| video | Raportează eroare |
| DB-II-m-B-17178                       | Casa Gheorghe Diaconu                                                                                            | municipiul Târgoviște                  | Str. Alexandrescu Grigore, poet 55 | 1898                                                                           | Încarcă foto \| video | Raportează eroare |
| DB-II-m-B-17179                       | Casa Nicolae Pitiș                                                                                               | municipiul Târgoviște                  | Str. Alexandrescu Grigore, poet 69 | 1895                                                                           | Încarcă foto \| video | Raportează eroare |
| DB-II-m-B-17180 (RAN: 65351.22)       | Casa Longin Diaconescu                                                                                           | municipiul Târgoviște                  | Str. Andreescu Ion, căpitan 2-4 | 1798                                                                           | Încarcă foto \| video | Raportează eroare |
| DB-II-m-B-17181                       | Casa Petre Cuza                                                                                                  | municipiul Târgoviște                  | Str. Andreescu Ion, căpitan 8 | 1840                                                                           | Încarcă foto \| video | Raportează eroare |
| DB-II-a-B-17182                       | Arsenalul Armatei                                                                                                | municipiul Târgoviște                  | Str. Arsenalului 14 44.92436°N 25.46163°E | 1864-1872                                                                      |                       | Raportează eroare |
| DB-II-m-B-17182.01                    | Corpul 1 al halei                                                                                                | municipiul Târgoviște                  | Str. Arsenalului 14 | 1864-1872                                                                      | Încarcă foto \| video | Raportează eroare |
| DB-II-m-B-17182.02                    | Corpul 2 al halei                                                                                                | municipiul Târgoviște                  | Str. Arsenalului 14 | 1864-1872                                                                      | Încarcă foto \| video | Raportează eroare |
| DB-II-m-B-17182.03                    | Corpul 3 al halei                                                                                                | municipiul Târgoviște                  | Str. Arsenalului 14 | 1864-1872                                                                      | Încarcă foto \| video | Raportează eroare |
| DB-II-m-B-17163                       | Cazinoul Ofițerilor                                                                                              | municipiul Târgoviște                  | Str. Bălcescu Nicolae, cartier Teiș | a doua jum. sec. XIX                                                           | Încarcă foto \| video | Raportează eroare |
| DB-II-m-B-17183                       | Fabrica de sticlă                                                                                                | municipiul Târgoviște                  | Str. Bălcescu Nicolae 8 | înc. sec. XX                                                                   | Încarcă foto \| video | Raportează eroare |
| DB-II-m-B-17184                       | Casa Constantin Niculescu                                                                                        | municipiul Târgoviște                  | Str. Băltărețu Dumitru, colonel 8 | sf. sec. XIX                                                                   | Încarcă foto \| video | Raportează eroare |
| DB-II-m-B-17185                       | Fosta Uzină Electrică                                                                                            | municipiul Târgoviște                  | Piața Bărăției 2 | 1910                                                                           | Încarcă foto \| video | Raportează eroare |
| DB-II-m-A-17186 (RAN: 65351.34)       | Casa parohială a bisericii catolice                                                                              | municipiul Târgoviște                  | Str. Bărăției 21 | cca. 1752                                                                      | Încarcă foto \| video | Raportează eroare |
| DB-II-m-B-17187 (RAN: 65351.26)       | Biserica catolică „Sf. Francisc din Assisi”                                                                      | municipiul Târgoviște                  | Str. Bărăției 22 44.93361°N 25.45417°E | 1937, pe vestigii subterane sec. XV-XVI                                        | Alte imagini          | Raportează eroare |
| DB-II-m-A-17188 (RAN: 65351.32)       | Biserica „Sf. Dumitru” - Buzinca                                                                                 | municipiul Târgoviște                  | Str. Bărăției 34 | 1639                                                                           | Încarcă foto \| video | Raportează eroare |
| DB-II-m-B-17191                       | Casa Staniște | municipiul Târgoviște                  | Str. Boerescu Zaharia 20 | 1892                                                                           | Încarcă foto \| video | Raportează eroare |
| DB-II-m-A-17192 (RAN: 65351.31)       | Biserica „Sf. Împărați Constantin și Elena”                                                                      | municipiul Târgoviște                  | Str. Brâncoveanu Constantin 5 44.93195°N 25.45583°E | 1650 - 1651                                                                    |                       | Raportează eroare |
| DB-II-m-B-17193                       | Casa preotului Ion Vătășescu                                                                                     | municipiul Târgoviște                  | Str. Brezișeanu Eugen, maior 11 | 1880                                                                           | Încarcă foto \| video | Raportează eroare |
| DB-II-m-B-17194                       | Casa Bordea Poenaru                                                                                              | municipiul Târgoviște                  | Str. Brezișeanu Eugen, maior 14 | 1885 - 1890                                                                    | Încarcă foto \| video | Raportează eroare |
| DB-II-m-B-17195                       | Casa Nicolae Câmpeanu                                                                                            | municipiul Târgoviște                  | Str. Brezișeanu Eugen, maior 21 | mijl. sec. XIX                                                                 | Încarcă foto \| video | Raportează eroare |
| DB-II-m-B-17196                       | Biserica „Adormirea Maicii Domnului”, „Sf. Spiridon”, „Sf. Patruzeci de Mucenici”, „Sf. Haralambie” - a Lemnului | municipiul Târgoviște                  | Str. Brezișeanu Eugen, maior 22 | 1842                                                                           |                       | Raportează eroare |
| DB-II-m-B-17197                       | Casa Lăcusteanu Dițescu                                                                                          | municipiul Târgoviște                  | Str. Brezișeanu Eugen, maior 23 | 1880                                                                           | Încarcă foto \| video | Raportează eroare |
| DB-II-m-B-17198                       | Casa Diaconescu                                                                                                  | municipiul Târgoviște                  | Str. Brezișeanu Eugen, maior 25 | sf. sec. XIX                                                                   | Încarcă foto \| video | Raportează eroare |
| DB-II-m-B-17199 (RAN: 65351.12)       | Casa Maria Serescu                                                                                               | municipiul Târgoviște                  | Str. Brezișeanu Eugen, maior 44 | înc. sec. XIX                                                                  | Încarcă foto \| video | Raportează eroare |
| DB-II-m-B-17200                       | Biserica „Sf. Nifon” - Sârbi                                                                                     | municipiul Târgoviște                  | Calea București 19 | 1852 - 1854                                                                    | Încarcă foto \| video | Raportează eroare |
| DB-II-m-A-17201 (RAN: 65351.11)       | Biserica „Sf. Ștefan”-a Stolnicului                                                                              | municipiul Târgoviște                  | Str. Cantacuzino Constantin Stolnicul 5 | 1705                                                                           | Încarcă foto \| video | Raportează eroare |
| DB-II-a-B-17202                       | Ansamblul urban „Bd. Castanilor” (azi Bd. Carol I)                                                               | municipiul Târgoviște                  | Bd. Regele Carol I, (fost Bd. Castanilor), cu ambele fronturi de clădiri, inclusiv Gara Târgoviște Sud, până la limita posterioară a loturilor | sec. XIX - XX                                                                  | Încarcă foto \| video | Raportează eroare |
| DB-II-m-B-17203                       | Casa Isaia Lerescu                                                                                               | municipiul Târgoviște                  | Calea Câmpulung 2 | 1845, pe pivnițede sec. XVIII                                                  |                       | Raportează eroare |
| DB-II-m-B-17204                       | Casă | municipiul Târgoviște                  | Calea Câmpulung 4 | sec. XVIII                                                                     | Încarcă foto \| video | Raportează eroare |
| DB-II-m-B-17206                       | Casa, azi Cooperativa de credit Mihai Viteazul                                                                   | municipiul Târgoviște                  | Calea Câmpulung 7 | sf. sec. XIX                                                                   | Încarcă foto \| video | Raportează eroare |
| DB-II-m-B-17207                       | Casa Bendic, azi Clubul Copiilor                                                                                 | municipiul Târgoviște                  | Calea Câmpulung 9 | 1930                                                                           | Încarcă foto \| video | Raportează eroare |
| DB-II-m-B-17208                       | Casa Ion Benone Petrescu                                                                                         | municipiul Târgoviște                  | Calea Câmpulung 14 | 1897                                                                           | Încarcă foto \| video | Raportează eroare |
| DB-II-m-B-17209                       | Casa Alexandru Erlik                                                                                             | municipiul Târgoviște                  | Calea Câmpulung 21 | 1893                                                                           | Încarcă foto \| video | Raportează eroare |
| DB-II-m-B-17210                       | Casa Mihai Gheorghe                                                                                              | municipiul Târgoviște                  | Calea Câmpulung 44 | sf. sec. XIX                                                                   | Încarcă foto \| video | Raportează eroare |
| DB-II-m-B-17211                       | Casa Marinică Nicolae                                                                                            | municipiul Târgoviște                  | Calea Câmpulung 49 | 1832                                                                           | Încarcă foto \| video | Raportează eroare |
| DB-II-m-B-17212                       | Biserica „Izvorul Tămăduirii” - Oborul Vechi                                                                     | municipiul Târgoviște                  | Calea Câmpulung 69 | 1832 - 1833                                                                    | Încarcă foto \| video | Raportează eroare |
| DB-II-m-A-17213 (RAN: 65351.18)       | Biserica „Sf. Atanasie și Chiril”                                                                                | municipiul Târgoviște                  | Str. Cetății 1 | 1768                                                                           | Încarcă foto \| video | Raportează eroare |
| DB-II-m-A-17214 (RAN: 65351.04)       | Poarta Dealu - Vânătorilor                                                                                       | municipiul Târgoviște                  | Aleea Coconilor, între Curtea Domnească la N și Casa Coconilor la S 44.93195°N 25.46278°E | 1645, ref. 1821                                                                | Încarcă foto \| video | Raportează eroare |
| DB-II-m-A-17215 (RAN: 65351.07)       | Biserica „Adormirea Maicii Domnului”, „Sf. Antonie cel Mare” - Crețulescu                                        | municipiul Târgoviște                  | Str. Cretzulescu 2 44.93667°N 25.45611°E | sec. XV, ref.1643, 1756, 1777                                                  | Încarcă foto \| video | Raportează eroare |
| DB-II-m-B-17216                       | Casa Alecu Brătescu                                                                                              | municipiul Târgoviște                  | Str. Cuza Alexandru Ioan 5 | mijl. sec. XIX                                                                 | Încarcă foto \| video | Raportează eroare |
| DB-II-a-B-17217 (RAN: 65351.36)       | Casa Ion Tâmpu                                                                                                   | municipiul Târgoviște                  | Str. Cuza Alexandru Ioan 10 | 1780                                                                           | Încarcă foto \| video | Raportează eroare |
| DB-II-m-B-17218                       | Școala „Vasile Cârlova”, azi Școala de Arte                                                                      | municipiul Târgoviște                  | Str. Cuza Alexandru Ioan 15 44.92893°N 25.45924°E | 1864                                                                           |                       | Raportează eroare |
| DB-II-m-B-17219                       | Casa Dudău | municipiul Târgoviște                  | Str. Cuza Alexandru Ioan 16 | sf. sec. XIX                                                                   | Încarcă foto \| video | Raportează eroare |
| DB-II-m-B-17220                       | Casa cu parter comercial Greff                                                                                   | municipiul Târgoviște                  | Str. Cuza Alexandru Ioan 17 44.92867°N 25.45899°E | sf. sec. XIX                                                                   |                       | Raportează eroare |
| DB-II-m-B-17221                       | Casa Nicolae Popescu                                                                                             | municipiul Târgoviște                  | Str. Cuza Alexandru Ioan 18 | 1902                                                                           | Încarcă foto \| video | Raportează eroare |
| DB-II-m-B-17222                       | Casa Tenea | municipiul Târgoviște                  | Str. Cuza Alexandru Ioan 20 | sf. sec. XIX-înc. sec. XX                                                      | Încarcă foto \| video | Raportează eroare |
| DB-II-m-B-17225                       | Casa Nicolae Teleasă                                                                                             | municipiul Târgoviște                  | Calea Domnească | 1850                                                                           | Încarcă foto \| video | Raportează eroare |
| DB-II-m-B-17223                       | Casa | municipiul Târgoviște                  | Calea Domnească 35 | sec. XIX                                                                       | Încarcă foto \| video | Raportează eroare |
| DB-II-m-B-17227                       | Casa Vasile Burdușanu                                                                                            | municipiul Târgoviște                  | Calea Domnească 82 | sec. XVIII - XIX                                                               | Încarcă foto \| video | Raportează eroare |
| DB-II-m-B-17224                       | Casa Nicolae Iordache                                                                                            | municipiul Târgoviște                  | Calea Domnească 83 | mijl. sec. XIX                                                                 | Încarcă foto \| video | Raportează eroare |
| DB-II-m-B-17226                       | Casa Vasile Manga                                                                                                | municipiul Târgoviște                  | Calea Domnească 99 | 1812                                                                           | Încarcă foto \| video | Raportează eroare |
| DB-II-m-B-17228                       | Beciul casei Marian Cosma                                                                                        | municipiul Târgoviște                  | Calea Domnească 129 | 1886                                                                           | Încarcă foto \| video | Raportează eroare |
| DB-II-m-B-17229                       | Casa Nicolae Tudose                                                                                              | municipiul Târgoviște                  | Calea Domnească 145-147 | sf. sec. XIX-înc. sec. XX                                                      | Încarcă foto \| video | Raportează eroare |
| DB-II-m-B-17231                       | Casa Teodora Brănișteanu                                                                                         | municipiul Târgoviște                  | Calea Domnească 161 | 1870                                                                           | Încarcă foto \| video | Raportează eroare |
| DB-II-m-B-17232                       | Casa D' Italia                                                                                                   | municipiul Târgoviște                  | Calea Domnească 165 | înc. sec. XX                                                                   |                       | Raportează eroare |
| DB-II-m-B-17233 (RAN: 65351)          | Casa Vlădescu | municipiul Târgoviște                  | Calea Domnească 167-169 | sec. XVIII - XIX                                                               | Încarcă foto \| video | Raportează eroare |
| DB-II-m-B-17234                       | Restaurantul „Doi Brazi”                                                                                         | municipiul Târgoviște                  | Calea Domnească 170 | sf. sec. XIX-înc. sec. XX                                                      | Încarcă foto \| video | Raportează eroare |
| DB-II-m-B-17235                       | Casa | municipiul Târgoviște                  | Calea Domnească 176 | sec. XIX                                                                       | Încarcă foto \| video | Raportează eroare |
| DB-II-m-B-17236                       | Casa Beștelei | municipiul Târgoviște                  | Calea Domnească 178 | 1893                                                                           | Încarcă foto \| video | Raportează eroare |
| DB-II-a-A-17237 (RAN: 65351.19)       | Curtea Domnească                                                                                                 | municipiul Târgoviște                  | Calea Domnească 181 44.93243°N 25.45817°E | sec. XIV - XVII                                                                | Alte imagini          | Raportează eroare |
| DB-II-m-A-17237.01                    | Ruine casa domnească Vlad Dracul                                                                                 | municipiul Târgoviște                  | Calea Domnească 181 | cca. 1440, pe substrucții 1397 - 1400                                          |                       | Raportează eroare |
| DB-II-m-A-17237.02                    | Ruine biserica paraclis                                                                                          | municipiul Târgoviște                  | Calea Domnească 181 | cca. 1415                                                                      | Încarcă foto \| video | Raportează eroare |
| DB-II-m-A-17237.03                    | Turnul Chindiei                                                                                                  | municipiul Târgoviște                  | Calea Domnească 181 44.9325°N 25.45806°E | prima jum. a sec. XV, transf. sec. XIX                                         | Alte imagini          | Raportează eroare |
| DB-II-m-A-17237.04                    | Ruine ziduri de incintă cu turnuri                                                                               | municipiul Târgoviște                  | Calea Domnească 181 | sec. XV                                                                        |                       | Raportează eroare |
| DB-II-m-A-17237.05                    | Biserica „Sf. Vineri” - Domnească mică                                                                           | municipiul Târgoviște                  | Calea Domnească 181 | prima jum. a sec. XV                                                           |                       | Raportează eroare |
| DB-II-m-A-17237.06                    | Ruine palat Petru Cercel                                                                                         | municipiul Târgoviște                  | Calea Domnească 181 | 1583 - 1585, transf. sec. XVII                                                 |                       | Raportează eroare |
| DB-II-m-A-17237.07                    | Biserica Domnească „Adormirea Maicii Domnului”                                                                   | municipiul Târgoviște                  | Calea Domnească 181 44.93182°N 25.45888°E | 1583 - 1585                                                                    | Alte imagini          | Raportează eroare |
| DB-II-m-A-17237.08                    | Ziduri de incintă cu porți                                                                                       | municipiul Târgoviște                  | Calea Domnească 181 | 1583                                                                           |                       | Raportează eroare |
| DB-II-m-A-17237.09                    | Casa Doamnei Bălașa-Bolnița                                                                                      | municipiul Târgoviște                  | Calea Domnească 181 | 1656, pe infrastructură prima jum. a sec. XV                                   |                       | Raportează eroare |
| DB-II-m-A-17237.10                    | Ruine foișor brâncovenesc                                                                                        | municipiul Târgoviște                  | Calea Domnească 181 | 1693                                                                           | Încarcă foto \| video | Raportează eroare |
| DB-II-m-A-17237.11                    | Ruine baie | municipiul Târgoviște                  | Calea Domnească 181 | sec. XVII                                                                      | Încarcă foto \| video | Raportează eroare |
| DB-II-m-A-17237.12                    | Turnul porții cu corp de gardă                                                                                   | municipiul Târgoviște                  | Calea Domnească 181 | sec. XVII                                                                      | Încarcă foto \| video | Raportează eroare |
| DB-II-m-A-17237.13                    | Ruinele casei Dionisie Lupu                                                                                      | municipiul Târgoviște                  | Calea Domnească 181 | 1803                                                                           |                       | Raportează eroare |
| DB-II-m-B-17238                       | Prefectura județeană, azi Muzeul de Artă                                                                         | municipiul Târgoviște                  | Calea Domnească 185 44.9304°N 25.4601°E | 1895                                                                           | Alte imagini          | Raportează eroare |
| DB-II-m-A-17239 (RAN: 65351.38)       | Casa Coconilor, azi Muzeul Poliției Române                                                                       | municipiul Târgoviște                  | Calea Domnească 187 44.93111°N 25.46194°E | 1703, transf. mijl. sec. XIX                                                   |                       | Raportează eroare |
| DB-II-m-B-17240                       | Tribunalul, azi Muzeul de istorie                                                                                | municipiul Târgoviște                  | Calea Domnească 189 44.93041°N 25.46046°E | 1910                                                                           |                       | Raportează eroare |
| DB-II-m-B-17241                       | Casa | municipiul Târgoviște                  | Calea Domnească 190 | 1890                                                                           | Încarcă foto \| video | Raportează eroare |
| DB-II-m-B-17242 (RAN: 65351)          | Casa Slavu | municipiul Târgoviște                  | Calea Domnească 191 | sec. XVIII, ref. sec. XIX                                                      | Încarcă foto \| video | Raportează eroare |
| DB-II-m-B-17243                       | Casa Nicolin | municipiul Târgoviște                  | Calea Domnească 194 | 1906                                                                           | Încarcă foto \| video | Raportează eroare |
| DB-II-m-B-17245                       | Casa Bellu | municipiul Târgoviște                  | Calea Domnească 201-203 | 1880                                                                           | Încarcă foto \| video | Raportează eroare |
| DB-II-m-B-17246                       | Casa Ciopron | municipiul Târgoviște                  | Calea Domnească 202 | 1890                                                                           | Încarcă foto \| video | Raportează eroare |
| DB-II-m-B-17247 (RAN: 65351)          | Casa Floarea Sfetcu                                                                                              | municipiul Târgoviște                  | Calea Domnească 205-207 | 1730, transf. sec. XIX                                                         | Încarcă foto \| video | Raportează eroare |
| DB-II-m-A-17248 (RAN: 65351)          | Casa Fusea - Pârvulescu                                                                                          | municipiul Târgoviște                  | Calea Domnească 208 | sec. XVII - XVIII, transf. 1919                                                |                       | Raportează eroare |
| DB-II-m-A-17249 (RAN: 65351.25)       | Casa Nicolae Brătescu                                                                                            | municipiul Târgoviște                  | Calea Domnească 210 | sec. XVII - XX, pe beciuri de sec. XV                                          | Încarcă foto \| video | Raportează eroare |
| DB-II-m-B-17250                       | Casa Maria Alexandrescu                                                                                          | municipiul Târgoviște                  | Calea Domnească 211 | sf. sec. XIX                                                                   | Încarcă foto \| video | Raportează eroare |
| DB-II-m-B-17251                       | Casă | municipiul Târgoviște                  | Calea Domnească 217 | 1887                                                                           | Încarcă foto \| video | Raportează eroare |
| DB-II-m-B-17252                       | Fosta casă parohială                                                                                             | municipiul Târgoviște                  | Calea Domnească 218 | 1910                                                                           | Încarcă foto \| video | Raportează eroare |
| DB-II-m-B-17253                       | Liceul „Ienăchiță Văcărescu”                                                                                     | municipiul Târgoviște                  | Calea Domnească 235 | 1892                                                                           |                       | Raportează eroare |
| DB-II-m-B-17254                       | Casa Alecu Alexandrescu                                                                                          | municipiul Târgoviște                  | Calea Domnească 236 | sec. XVIII                                                                     | Încarcă foto \| video | Raportează eroare |
| DB-II-m-B-17255                       | Casa Ahil Popescu                                                                                                | municipiul Târgoviște                  | Calea Domnească 245 | 1896                                                                           | Încarcă foto \| video | Raportează eroare |
| DB-II-m-B-17256                       | Casă | municipiul Târgoviște                  | Calea Domnească 247 | sf. sec. XIX                                                                   | Încarcă foto \| video | Raportează eroare |
| DB-II-m-A-17257 (RAN: 65351.14)       | Biserica „Intrarea în Biserică a Maicii Domnului”, „Sf. Trei Ierarhi” - Albă sau a Județului                     | municipiul Târgoviște                  | Calea Domnească 287 | ante 1632, ref. 1777 și 1871                                                   | Încarcă foto \| video | Raportează eroare |
| DB-II-m-B-17258 (RAN: 65351.13)       | Casa Dumitru Bucureșteanu                                                                                        | municipiul Târgoviște                  | Calea Domnească 300 | sec. XVIII, sf. sec. XIX, reconstruită 2005                                    | Încarcă foto \| video | Raportează eroare |
| DB-II-m-B-17259                       | Casa Gheorghe Topliceanu                                                                                         | municipiul Târgoviște                  | Calea Domnească 315 | sec. XVIII                                                                     | Încarcă foto \| video | Raportează eroare |
| DB-II-m-B-17261                       | Casa Claudia Savu                                                                                                | municipiul Târgoviște                  | Calea Domnească 370 | 1910                                                                           | Încarcă foto \| video | Raportează eroare |
| DB-II-a-A-17262                       | Situl urban Calea Domnească                                                                                      | municipiul Târgoviște                  | Calea Domnească, până la intersecția cu str. Nicolae Filipescu, cu ambele fronturi de clădiri, str. Stelea, str. Rapsodiei, str. Revoluției, str. Grigore Alexandrescu, str. Cetății, str. Liniștii, str. Maior Brezișeanu, str. Constantin Brâncoveanu, str. Mihai Bravu, Iazul Morilor pâna la str. Umbrei, pâna la limita posterioară a loturilor de pe străzile enumerate.                    | sec. XIV, 1945                                                                 | Încarcă foto \| video | Raportează eroare |
| DB-II-m-B-17263                       | Casa Elena Gheorghiu                                                                                             | municipiul Târgoviște                  | Str. Filipescu Nicolae 30 | 1914                                                                           | Încarcă foto \| video | Raportează eroare |
| DB-II-m-B-17265                       | Casa Maria Cârnu                                                                                                 | municipiul Târgoviște                  | Str. Filipescu Nicolae 68 | 1911                                                                           | Încarcă foto \| video | Raportează eroare |
| DB-II-m-A-17266 (RAN: 65351.16)       | Biserica „Sf. Nicolae” - Simuleasa                                                                               | municipiul Târgoviște                  | Str. Filipescu Nicolae 75 | 1654, rep. 1800                                                                | Încarcă foto \| video | Raportează eroare |
| DB-II-m-B-17267                       | Casă | municipiul Târgoviște                  | Str. Filipescu Nicolae 104 | 1908                                                                           | Încarcă foto \| video | Raportează eroare |
| DB-II-m-B-17268 (RAN: 65351.33)       | Casa Marin Moșoiu                                                                                                | municipiul Târgoviște                  | Str. Greceanu Radu 22 | sf. sec. XVIII                                                                 | Încarcă foto \| video | Raportează eroare |
| DB-II-m-B-17269 (RAN: 65351.37)       | Biserica „Sf. Împărați”, „Cuvioasa Paraschiva”                                                                   | municipiul Târgoviște                  | Str. Înfrățirii 19, cartier Priseaca | 1800                                                                           | Încarcă foto \| video | Raportează eroare |
| DB-II-m-B-17270                       | Parchetul județean                                                                                               | municipiul Târgoviște                  | Str. Justiției 1 | sec. XIX                                                                       | Încarcă foto \| video | Raportează eroare |
| DB-II-m-B-17244                       | Casa Slavu (Vila Elena)                                                                                          | municipiul Târgoviște                  | Str. Justiției 2A, fostă Calea Domnească nr. 197 | 1896                                                                           | Încarcă foto \| video | Raportează eroare |
| DB-II-m-B-17271                       | Casa Armatei | municipiul Târgoviște                  | Str. Justiției 5 | 1906 - 1907                                                                    | Încarcă foto \| video | Raportează eroare |
| DB-II-m-A-17272 (RAN: 65351.43)       | Biserica „Tăierea Capului Sf. Ioan Botezătorul”                                                                  | municipiul Târgoviște                  | Str. Justiției 6 44.93028°N 25.46417°E | prima jum. a sec. XV; pridvor sec. XVIII                                       | Încarcă foto \| video | Raportează eroare |
| DB-II-m-A-17273                       | Muzeul Tiparului și Cărții Vechi Românești                                                                       | municipiul Târgoviște                  | Str. Justiției 7 44.9298°N 25.46388°E | beciuri, sec. XVII, etaj sf. sec. XIX                                          |                       | Raportează eroare |
| DB-II-m-B-17274                       | Cazarma Pompierilor, azi depozit Arhivele Naționale                                                              | municipiul Târgoviște                  | Str. Justiției 11 | 1907                                                                           | Încarcă foto \| video | Raportează eroare |
| DB-II-m-B-17275                       | Casa Ștefan | municipiul Târgoviște                  | Str. Justiției 23 | sf. sec. XIX                                                                   |                       | Raportează eroare |
| DB-II-m-B-17276                       | Casa Victor Deftu                                                                                                | municipiul Târgoviște                  | Str. Justiției 24 | mijl. sec. XIX                                                                 | Încarcă foto \| video | Raportează eroare |
| DB-II-a-A-20220                       | Ansamblul bisericii „Sf. Gheorghe” (Stelea Veche II) - ruine                                                     | municipiul Târgoviște                  | Bd. Libertății f.n. | sf. sec. XIV-înc. sec. XV                                                      | Încarcă foto \| video | Raportează eroare |
| DB-II-m-A-20220.01                    | Ruine biserica „Sf. Gheorghe” (Stelea Veche II)                                                                  | municipiul Târgoviște                  | Bd. Libertății f.n. | sf. sec. XIV-înc. sec. XV                                                      | Încarcă foto \| video | Raportează eroare |
| DB-II-m-A-20220.02                    | Ruine turn clopotniță                                                                                            | municipiul Târgoviște                  | Bd. Libertății f.n. | sf. sec. XIV-înc. sec. XV                                                      | Încarcă foto \| video | Raportează eroare |
| DB-II-m-A-20220.03                    | Ruine zid de incintă                                                                                             | municipiul Târgoviște                  | Bd. Libertății f.n. | sf. sec. XIV-înc. sec. XV                                                      | Încarcă foto \| video | Raportează eroare |
| DB-II-m-A-17278                       | Poșta veche | municipiul Târgoviște                  | Str. Marinoiu Dr. 2 44.92935°N 25.45827°E | 1906                                                                           |                       | Raportează eroare |
| DB-II-m-B-17279 (RAN: 65351.40)       | Casa Dr. Vlădoianu                                                                                               | municipiul Târgoviște                  | Str. Marinoiu Dr. 6 | sec. XVIII, pe beciuri sec. XVII                                               | Încarcă foto \| video | Raportează eroare |
| DB-II-m-B-17280 (RAN: 65351.42)       | Casa Iordan | municipiul Târgoviște                  | Str. Mihai Bravu 5 | sec. XVIII                                                                     | Încarcă foto \| video | Raportează eroare |
| DB-II-m-B-17281                       | Casa Săvulescu                                                                                                   | municipiul Târgoviște                  | Str. Mihai Bravu 16 | sec. XIX                                                                       | Încarcă foto \| video | Raportează eroare |
| DB-II-m-B-17282                       | Casa Basarabescu                                                                                                 | municipiul Târgoviște                  | Str. Mihai Bravu 24 | sec. XIX                                                                       | Încarcă foto \| video | Raportează eroare |
| DB-II-a-A-17283                       | Mitropolia Veche a Țării Românești                                                                               | municipiul Târgoviște                  | Piața Mihai Viteazul 2 44.9259°N 25.4595°E | sec. XVI, demolată 1889, biserica reconstruită 1890-1923 André Lecomte du Noüy |                       | Raportează eroare |
| DB-II-m-A-17283.01                    | Biserica „Înălțarea Domnului”                                                                                    | municipiul Târgoviște                  | Piața Mihai Viteazul 2 44.9259°N 25.4595°E | 1508-1537, demolată 1889, reconstruită 1890-1923 André Lecomte du Noüy         | Alte imagini          | Raportează eroare |
| DB-II-m-A-17283.02                    | Ruine paraclis                                                                                                   | municipiul Târgoviște                  | Piața Mihai Viteazul 2 | 1559 - 1568, demolat 1889                                                      | Încarcă foto \| video | Raportează eroare |
| DB-II-m-A-17283.03                    | Ruinele palatului mitropolitan                                                                                   | municipiul Târgoviște                  | Piața Mihai Viteazul 2 | sec. XVI                                                                       | Încarcă foto \| video | Raportează eroare |
| DB-II-m-A-17283.04                    | Ruine chilii | municipiul Târgoviște                  | Piața Mihai Viteazul 2 | 1518-1520                                                                      | Încarcă foto \| video | Raportează eroare |
| DB-II-m-A-17283.05                    | Ruinele turnului de poartă                                                                                       | municipiul Târgoviște                  | Piața Mihai Viteazul 2 | 1508                                                                           | Încarcă foto \| video | Raportează eroare |
| DB-II-m-B-17284                       | Casa Lăzărică Petrescu                                                                                           | municipiul Târgoviște                  | Str. Mircea cel Bătrân 5 | 1893                                                                           |                       | Raportează eroare |
| DB-II-m-B-17286                       | Casa | municipiul Târgoviște                  | Str. Popa Șapcă 22 | sec. XIX                                                                       | Încarcă foto \| video | Raportează eroare |
| DB-II-m-B-17287                       | Casă | municipiul Târgoviște                  | Str. Popescu Pârvan, locotenent 11 44.93059°N 25.45689°E | înc. sec. XX                                                                   |                       | Raportează eroare |
| DB-II-m-B-17289                       | Casa Ileana Dănescu                                                                                              | municipiul Târgoviște                  | Str. Popescu Pârvan, locotenent 22 | sec. XIX                                                                       | Încarcă foto \| video | Raportează eroare |
| DB-II-m-B-17290                       | Casa Drăguț Demetrescu                                                                                           | municipiul Târgoviște                  | Str. Popescu Pârvan, locotenent 38 | înc. sec. XX                                                                   | Încarcă foto \| video | Raportează eroare |
| DB-II-m-B-17291                       | Casa Nicolae Oprescu                                                                                             | municipiul Târgoviște                  | Str. Popescu Pârvan, locotenent 48 | 1896                                                                           | Încarcă foto \| video | Raportează eroare |
| DB-II-m-B-17292                       | Liceul „Carabela”                                                                                                | municipiul Târgoviște                  | Str. Popescu Pârvan, locotenent 58 | înc. sec. XX                                                                   | Încarcă foto \| video | Raportează eroare |
| DB-II-m-B-17293                       | Casa Carabela, azi Școala de muzică                                                                              | municipiul Târgoviște                  | Str. Popescu Pârvan, locotenent 60 | sf. sec. XIX                                                                   | Încarcă foto \| video | Raportează eroare |
| DB-II-m-B-17264                       | Casa Virgil Tomescu, Virgil Fucșineanu                                                                           | municipiul Târgoviște                  | Str. Radian Nicolae 6, la intersecția cu str. Filipescu Nicolae | al doilea sfert al sec. XIX                                                    |                       | Raportează eroare |
| DB-II-m-A-17294 (RAN: 65351.44)       | Biserica „Adormirea Maicii Domnului” - a Târgului                                                                | municipiul Târgoviște                  | Str. Rădulescu Ion Heliade 2 44.92874°N 25.45839°E | 1654                                                                           | Alte imagini          | Raportează eroare |
| DB-II-m-B-17295                       | Casa Ștefan Radian                                                                                               | municipiul Târgoviște                  | Str. Rădulescu Ion Heliade 10 | sf. sec. XIX                                                                   |                       | Raportează eroare |
| DB-II-m-B-17296                       | Casa Ion Păduraru                                                                                                | municipiul Târgoviște                  | Str. Rădulescu Ion Heliade 13 44.9295°N 25.45746°E | sf. sec. XIX                                                                   |                       | Raportează eroare |
| DB-II-m-A-17297 (RAN: 65351.30)       | Biserica „Sf. Voievozi Mihail și Gavril”                                                                         | municipiul Târgoviște                  | Str. Rădulescu Ion Heliade 14 44.93005°N 25.45782°E | sec. XV - XVII, pe vestigii de sec. XIV                                        | Alte imagini          | Raportează eroare |
| DB-II-m-B-17298                       | Casa A. S. V. Lucaciu                                                                                            | municipiul Târgoviște                  | Str. Rădulescu Ion Heliade 22 | 1880                                                                           |                       | Raportează eroare |
| DB-II-m-B-17299                       | Casa Cornelia Anastasescu                                                                                        | municipiul Târgoviște                  | Str. Rădulescu Ion Heliade 29 | 1892                                                                           | Încarcă foto \| video | Raportează eroare |
| DB-II-m-B-17301                       | Gara de Sud | municipiul Târgoviște                  | Bd. Regele Carol I 1 44.91611°N 25.45488°E | 1883                                                                           | Alte imagini          | Raportează eroare |
| DB-II-m-B-17300                       | Casa, azi Rectoratul Universității „Valahia”                                                                     | municipiul Târgoviște                  | Bd. Regele Carol I 2 | înc. sec. XX                                                                   |                       | Raportează eroare |
| DB-II-m-B-17302                       | Casa Balaban | municipiul Târgoviște                  | Bd. Regele Carol I 3 | 1925                                                                           | Încarcă foto \| video | Raportează eroare |
| DB-II-m-B-17303                       | Casa Mocănescu                                                                                                   | municipiul Târgoviște                  | Bd. Regele Carol I 5 | 1905                                                                           | Încarcă foto \| video | Raportează eroare |
| DB-II-m-B-17304                       | Casa Sachelarie                                                                                                  | municipiul Târgoviște                  | Bd. Regele Carol I 7 | 1905                                                                           | Încarcă foto \| video | Raportează eroare |
| DB-II-m-B-17305                       | Casa Traian Andor                                                                                                | municipiul Târgoviște                  | Bd. Regele Carol I 13-13A | 1900                                                                           | Încarcă foto \| video | Raportează eroare |
| DB-II-m-B-17306                       | Casă | municipiul Târgoviște                  | Bd. Regele Carol I 37 | sf. sec. XIX-înc. sec. XX                                                      | Încarcă foto \| video | Raportează eroare |
| DB-II-m-B-17307                       | Fosta Școală de Cavalerie                                                                                        | municipiul Târgoviște                  | Bd. Regele Carol I 49 | 1920                                                                           | Încarcă foto \| video | Raportează eroare |
| DB-II-m-A-17308                       | Primăria orașului Târgoviște                                                                                     | municipiul Târgoviște                  | Str. Revoluției 1 | 1897                                                                           | Alte imagini          | Raportează eroare |
| DB-II-m-B-17309                       | Muzeul de Arheologie                                                                                             | municipiul Târgoviște                  | Str. Stelea 4 | 1938                                                                           | Încarcă foto \| video | Raportează eroare |
| DB-II-a-A-17310 (RAN: 65351.28)       | Mănăstirea Stelea                                                                                                | municipiul Târgoviște                  | Str. Stelea 6 44.92889°N 25.46361°E | sec. XV - XVI                                                                  | Alte imagini          | Raportează eroare |
| DB-II-m-A-17310.01 (RAN: 65351.28.02) | Biserica „Învierea Domnului”                                                                                     | municipiul Târgoviște                  | Str. Stelea 6 44.92891°N 25.46218°E | 1644 - 1645, pe fundații de sec. XVI                                           |                       | Raportează eroare |
| DB-II-m-A-17310.02 (RAN: 65351.28.04) | Casa egumenească (Casa Nifon)                                                                                    | municipiul Târgoviște                  | Str. Stelea 6 44.92889°N 25.46361°E | reconstituire 1975 pe ruine sec. XV-XVII                                       | Încarcă foto \| video | Raportează eroare |
| DB-II-m-A-17310.03 (RAN: 65351.28.05) | Beci prima casa egumenească                                                                                      | municipiul Târgoviște                  | Str. Stelea 6 44.92889°N 25.46361°E | sec. XV                                                                        | Încarcă foto \| video | Raportează eroare |
| DB-II-m-A-17310.04 (RAN: 65351.28.06) | Corp de chilii, latura vest                                                                                      | municipiul Târgoviște                  | Str. Stelea 6 44.92889°N 25.46361°E | sec. XVII, pe fundații de sec. XV; refaceri sec. XIX                           | Încarcă foto \| video | Raportează eroare |
| DB-II-m-A-17310.05 (RAN: 65351.28.08) | Ziduri de incintă cu urme de chilii                                                                              | municipiul Târgoviște                  | Str. Stelea 6 44.92889°N 25.46361°E | sec. XVII                                                                      | Încarcă foto \| video | Raportează eroare |
| DB-II-m-A-17310.06 (RAN: 65351.28.07) | Turn clopotniță                                                                                                  | municipiul Târgoviște                  | Str. Stelea 6 44.92889°N 25.46361°E | sec. XVI                                                                       | Încarcă foto \| video | Raportează eroare |
| DB-II-m-A-17310.07 (RAN: 65351.28.09) | Corp de poartă                                                                                                   | municipiul Târgoviște                  | Str. Stelea 6 44.92889°N 25.46361°E | sec. XVII                                                                      |                       | Raportează eroare |
| DB-II-m-A-17311 (RAN: 65351.27)       | Biserica „Sf. Nicolae” - Geartoglu                                                                               | municipiul Târgoviște                  | Str. Stelea 17 44.92944°N 25.46305°E | sec. XIV - XV, refaceri 1638, 1712, 1787, sec. XIX, restaurare 2004            |                       | Raportează eroare |
| DB-II-m-A-17312 (RAN: 65351.29)       | Biserica „Sf. Gheorghe”                                                                                          | municipiul Târgoviște                  | Str. Suseni 2 44.93694°N 25.45083°E | 1512 - 1521                                                                    | Încarcă foto \| video | Raportează eroare |
| DB-II-m-B-17313                       | Casa Cornel Ionescu                                                                                              | municipiul Târgoviște                  | Str. Vărzaru Radu Armașu 2 | 1810                                                                           | Încarcă foto \| video | Raportează eroare |
| DB-II-m-B-17315                       | Casa Paul Rădulescu                                                                                              | municipiul Târgoviște                  | Str. Visarion I.C. 2 | 1850                                                                           | Încarcă foto \| video | Raportează eroare |
| DB-II-m-B-17316                       | Casa Mihai Stănescu                                                                                              | municipiul Târgoviște                  | Str. Visarion I.C. 4 | 1890                                                                           | Încarcă foto \| video | Raportează eroare |
| DB-II-m-B-17317                       | Casa Dumitru Dincă                                                                                               | municipiul Târgoviște                  | Str. Visarion I.C. 6 | 1900                                                                           |                       | Raportează eroare |
| DB-II-m-B-17314                       | Fosta Bancă Națională                                                                                            | municipiul Târgoviște                  | Str. Visarion I.C. 8 | 1927                                                                           |                       | Raportează eroare |
| DB-II-m-B-17708                       | Biserica „Sf. Nicolae”                                                                                           | sat Tărtășești; comuna Tărtășești      | | ref. 1853                                                                      | Încarcă foto \| video | Raportează eroare |
| DB-II-m-B-17709                       | Casa Zamfir Simionescu                                                                                           | sat Tărtășești; comuna Tărtășești      | | 1898                                                                           | Încarcă foto \| video | Raportează eroare |
| DB-II-m-B-17710                       | Magazia din lemn a gopodăriei Constantin Gostoroiu                                                               | sat Tătărani; comuna Tătărani          | 165 | sec. XIX                                                                       | Încarcă foto \| video | Raportează eroare |
| DB-II-m-B-17711                       | Casa Ion Badea                                                                                                   | sat Tătărani; comuna Tătărani          | 316, „Dealul Tătărani” | sec. XIX                                                                       | Încarcă foto \| video | Raportează eroare |
| DB-II-m-B-17712                       | Biserica „Înălțarea Domnului”                                                                                    | sat Tătărani; comuna Tătărani          | 277, „Valea Satului” | 1848                                                                           | Încarcă foto \| video | Raportează eroare |
| DB-II-m-B-17713                       | Magazia din lemn a gopodăriei Andreana Pană                                                                      | sat Tătărani; comuna Tătărani          | 418, „Dealul Tătărani” | sec. XIX                                                                       | Încarcă foto \| video | Raportează eroare |
| DB-II-m-B-17714 (RAN: 65495.01)       | Biserica „Sf. Nicolae” și „Sf. Ioan Botezătorul”                                                                 | sat Teiș; comuna Șotânga               | Str. Teiul Doamnei 188 | 1806                                                                           | Încarcă foto \| video | Raportează eroare |
| DB-II-m-B-17715 (RAN: 68057.02)       | Biserica „Sf. Ioan Botezătorul” și „Sf. Nicolae”                                                                 | sat Tețcoiu; comuna Mătăsaru           | | 1808 - 1809                                                                    | Încarcă foto \| video | Raportează eroare |
| DB-II-m-B-17716                       | Biserica „Sf. Nicolae”                                                                                           | oraș Titu                              | Str. Cuza Vodă 40, cartier Târg | 1842                                                                           | Încarcă foto \| video | Raportează eroare |
| DB-II-m-B-17717                       | Fostele ateliere de căi ferate                                                                                   | oraș Titu                              | Str. Regiei, cartier Gară | 1918                                                                           | Încarcă foto \| video | Raportează eroare |
| DB-II-m-B-17718                       | Fostul depozit C. A. M.                                                                                          | oraș Titu                              | Str. Regiei 60, cartier Gară | 1900 - 1927                                                                    | Încarcă foto \| video | Raportează eroare |
| DB-II-m-B-17719                       | Casa Gavrilă Drăguț                                                                                              | sat Toculești; comuna Vulcana-Pandele  | Str. Toculești | 1934                                                                           | Încarcă foto \| video | Raportează eroare |
| DB-II-m-B-17720                       | Biserica „Sf. Nicolae”                                                                                           | sat Tomșani; comuna Costeștii din Vale | Str. Teiului | 1855                                                                           | Încarcă foto \| video | Raportează eroare |
| DB-III-m-B-17775                      | Bustul poetului Grigore Alexandrescu                                                                             | municipiul Târgoviște                  | Str. Alexandrescu Grigore, poet 4 | 1920                                                                           | Încarcă foto \| video | Raportează eroare |
| DB-III-m-A-17776                      | Bustul scriitorului Vasile Cârlova                                                                               | municipiul Târgoviște                  | Str. Cuza Alexandru Ioan 15 | 1932                                                                           | Încarcă foto \| video | Raportează eroare |
| DB-III-m-A-17777                      | Bustul poetului Ienăchiță Văcărescu                                                                              | municipiul Târgoviște                  | Calea Domnească 63, în fața Colegiului Național „Ienăchiță Văcărescu” | 1935                                                                           | Încarcă foto \| video | Raportează eroare |
| DB-III-m-B-17778                      | Bustul scriitoarei Smaranda Gheorghiu                                                                            | municipiul Târgoviște                  | Str. Libertății 2 | 1957                                                                           | Încarcă foto \| video | Raportează eroare |
| DB-III-m-B-17779                      | Bustul voievodului Dan al II-lea                                                                                 | municipiul Târgoviște                  | Bd. Regele Carol I 49 | 1967                                                                           | Încarcă foto \| video | Raportează eroare |
| DB-III-m-B-17780                      | Bustul voievodului Mircea cel Bătrân                                                                             | municipiul Târgoviște                  | Bd. Regele Carol I 70 | mijl. sec. XX                                                                  | Încarcă foto \| video | Raportează eroare |
| DB-III-m-B-17781                      | Bustul lui Ion Heliade Rădulescu                                                                                 | municipiul Târgoviște                  | Piața Revoluției | 1927                                                                           |                       | Raportează eroare |
| DB-IV-m-B-17787                       | Casa natală a poetului Grigore Alexandrescu                                                                      | municipiul Târgoviște                  | Str. Alexandrescu Grigore, poet 2 | 1810                                                                           | Încarcă foto \| video | Raportează eroare |
| DB-IV-m-A-17788                       | Casa - atelier a pictorului Gheorghe Petrașcu                                                                    | municipiul Târgoviște                  | Str. Bărăției 24 44.93359°N 25.45219°E | 1923 Maior Ion Răducănescu (arhitect)                                          |                       | Raportează eroare |
| DB-IV-m-A-17789                       | Monument funerar                                                                                                 | municipiul Târgoviște                  | str. Brezișeanu Eugen, maior 28, în curtea Bisericii Lemnului | 1882                                                                           | Încarcă foto \| video | Raportează eroare |
| DB-IV-m-A-17790                       | Crucea de piatră de la Biserica Albă                                                                             | municipiul Târgoviște                  | Calea Domnească 109, în curtea Bisericii Albe | 1655                                                                           | Încarcă foto \| video | Raportează eroare |
| DB-IV-m-A-17791                       | Cruce de piatră                                                                                                  | municipiul Târgoviște                  | Calea Domnească 181, în incinta Curții Domnești, strămutată din satul Valea Mare, com. Valea Mare | 1675                                                                           | Încarcă foto \| video | Raportează eroare |
| DB-IV-m-A-17792                       | Cruce de piatră                                                                                                  | municipiul Târgoviște                  | Calea Domnească 181, în incinta Curții Domnești, strămutată din satul Valea Voievozilor, com. Răzvad | 1593 - 1601                                                                    | Încarcă foto \| video | Raportează eroare |
| DB-IV-m-A-17793                       | Cruce de piatră (crucea de drum de la Doicești)                                                                  | municipiul Târgoviște                  | Calea Domnească 189, la Muzeul de Istorie, strămutată din fața termocentralei Doicești | sec. XVIII                                                                     | Încarcă foto \| video | Raportează eroare |
| DB-IV-m-B-17794                       | Cruce de piatră                                                                                                  | municipiul Târgoviște                  | Str. Filipescu Nicolae 105 | 1730 - 1764                                                                    | Încarcă foto \| video | Raportează eroare |
| DB-IV-m-B-17795                       | Casa scriitorului Brătescu Voinești                                                                              | municipiul Târgoviște                  | Str. Justiției 3 44.92984°N 25.46389°E |                                                                                |                       | Raportează eroare |
| DB-IV-m-B-17796                       | Crucea ridicată în memoria lui Tudor Vladimirescu                                                                | municipiul Târgoviște                  | Str. Libertății 1 | 1911                                                                           | Încarcă foto \| video | Raportează eroare |
| DB-IV-m-A-17846                       | Cruce de piatră                                                                                                  | sat Tătărani; comuna Tătărani          | În fața școlii generale | 1739                                                                           | Încarcă foto \| video | Raportează eroare |